# Gran Premi Ringerike
El Gran Premi Ringerike és una competició ciclista d'un sol dia que es disputa anualment al voltant de Ringerike (Noruega). Creat el 1975, de 1990 a 2010 va ser una cursa per etapes. Quan es va crear l'actual Volta a Noruega, va tornar a ser una competició d'un sol dia. Forma part de l'UCI Europa Tour.

## Palmarès
| Any     | Vencedor                | Segon                   | Tercer                  |
| ------- | ----------------------- | ----------------------- | ----------------------- |
| 1975    | Tom Martin Biseth       |                         |                         |
| 1976    | Jon Rangfred Hanssen    |                         |                         |
| 1977    | Stein Bråthen           |                         |                         |
| 1978    | Arne Klavenes           |                         |                         |
| 1979    | Dag Erik Pedersen       |                         |                         |
| 1980    | Stein Bråthen           |                         |                         |
| 1981    | Dag Erik Pedersen       |                         |                         |
| 1982    | Terje Gjengaar          |                         |                         |
| 1983    | Dag Otto Lauritzen      |                         |                         |
| 1984    | Torjus Larsen           |                         |                         |
| 1985    | Torjus Larsen           |                         |                         |
| 1986    | Atle Pedersen           |                         |                         |
| 1987    | Olaf Lurvik             |                         |                         |
| 1988    | No disputat             |                         |                         |
| 1989    | Jan Eirik Fjotland      |                         |                         |
| 1990    | Dag Erik Pedersen       |                         |                         |
| 1991    | Dag Otto Lauritzen      |                         |                         |
| 1992    | Dag Otto Lauritzen      |                         |                         |
| 1993    | Ole Sigurd Simensen     |                         |                         |
| 1994    | Steffen Kjærgaard       |                         |                         |
| 1995    | Ole Sigurd Simensen     |                         |                         |
| 1996    | Ole Sigurd Simensen     |                         |                         |
| 1997    | Ole Sigurd Simensen     |                         |                         |
| 1998    | Bo André Namtvedt       |                         |                         |
| 1999    | Thor Hushovd            | Erlend Engelsvoll       | Michael Andersson       |
| 2000    | Arkadiusz Wojtas        | Thor Hushovd            | Chris Wherry            |
| 2001    | Enrico Poitschke        | Kazimierz Stafiej       | Cédric Celarier         |
| 2002    | Mads Kaggestad          | Gabriel Rasch           | Gustav Erik Larsson     |
| 2003    | Jonas Holmkvist         | Mads Kaggestad          | Luke Roberts            |
| 2004    | Kimmo Kananen           | Simon Gerrans           | Gabriel Rasch           |
| 2005    | Are Hunsager Andresen   | James Lewis Perry       | Gunnar Eidsheim         |
| 2006    | Gabriel Rasch           | Maint Berkenbosch       | Fredrik Ericsson        |
| 2007    | Edvald Boasson Hagen    | Viktor Renäng           | Gabriel Rasch           |
| 2008    | Fredrik Ericsson        | Serguei Firsànov        | Johnny Hoogerland       |
| 2009    | Serguei Firsànov        | Joost van Leijen        | Fredrik Ericsson        |
| 2010    | Christer Rake           | Serguei Firsànov        | Christoph Pfingsten     |
| 2011    | Gabriel Rasch           | Michael Rasmussen       | Bjørn Tore Hoem Nilsen  |
| 2012    | Michael Rasmussen       | Kristoffer Skjerping    | Sondre Holst Enger      |
| 2013    | Reidar Borgersen        | Michael Olsson          | Sondre Holst Enger      |
| 2014    | Magnus Cort Nielsen     | Sven Erik Bystrøm       | Kristoffer Skjerping    |
| 2015    | Asbjørn Kragh Andersen  | Søren Kragh Andersen    | Odd Christian Eiking    |
| 2016    | Trond Trondsen          | Krister Hagen           | Marcus Fåglum Karlsson  |
| 2017    | Rasmus Guldhammer       | Carl Fredrik Hagen      | Troels Vinther          |
| 2018    | Syver Wærsted           | Alexander Kamp          | Stan Dewulf             |
| 2019    | Kristoffer Skjerping    | Jeppe Aaskov            | Sindre Lunke            |
| 2020-21 | suspesa per la covid-19 | suspesa per la covid-19 | suspesa per la covid-19 |
| 2022    | Sakarias Koller Løland  | Andreas Stokbro         | Ludvik Holstad          |
| 2023    | Jack Rootkin-Gray       | Magnus Bak Klaris       | Rasmus Bøgh Wallin      |
| 2024    | Idar Andersen           | Henrik Fjellheim        | Anton Stensby           |
| 2025    | Sakarias Koller Løland  | Andreas Leknessund      | Niklas Larsen           |